# Diocesi di Curlandia

Mappa della Livonia nel 1260 e, ad ovest, della diocesi di Curlandia

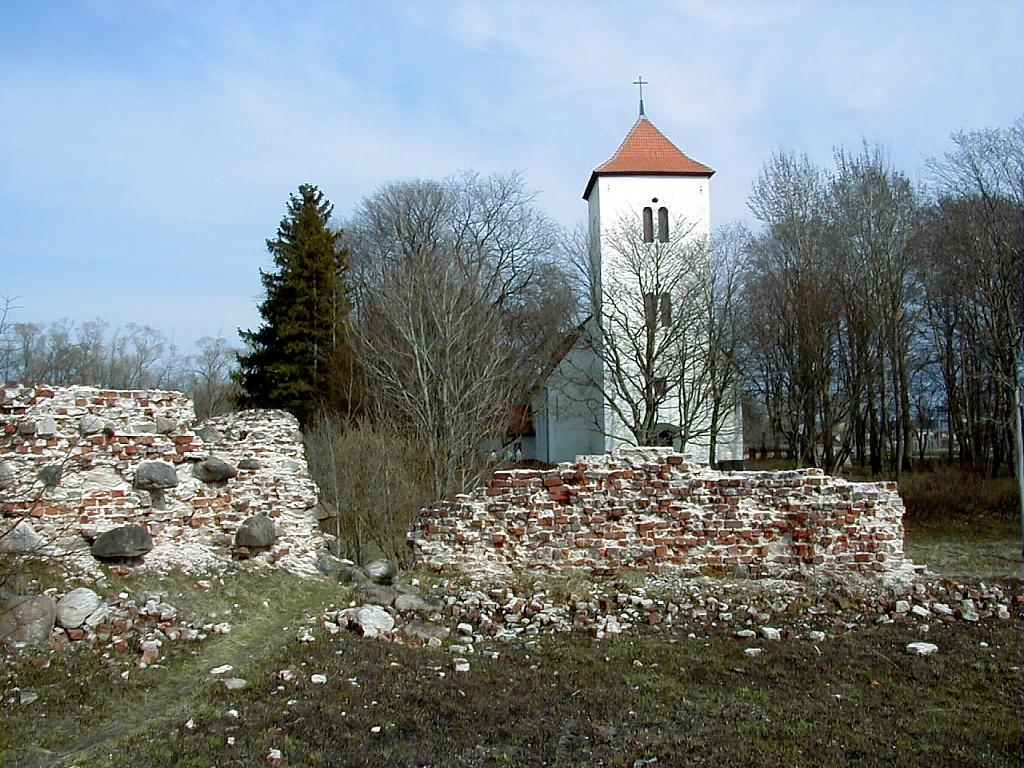
Rovine del castello episcopale di Piltene.

La diocesi di Curlandia (in latino: Dioecesis Curoniensis) è una sede soppressa della Chiesa cattolica.

## Territorio
La diocesi si estendeva nella regione occidentale dell'odierna Lettonia affacciata sul mar Baltico.
Sede vescovile era la città di Piltene.

## Storia
La diocesi fu eretta nella prima metà del XIII secolo quando il re dei Curoni, Lammechinus, si convertì al cristianesimo. A partire dal 1242, la terra di Curlandia passò sotto il diretto controllo dell'ordine dei Cavalieri portaspada e la regione entrò a far parte della Confederazione della Livonia.
La diocesi di Curlandia, composta da tre enclavi della suddetta Confederazione, era suffraganea dell'arcidiocesi di Riga.
L'ultimo vescovo in comunione con la Santa Sede fu Johann von Münchausen, che aderì al luteranesimo e morì il 6 marzo 1560.
Contestualmente, in seguito alla guerra di Livonia (1558-1582), la Confederazione della Livonia cessò di esistere e il Vescovato di Curlandia, per un certo periodo, fu ceduto ai re danesi, finché, attorno al 1585, entrò a far parte della Confederazione polacco-lituana, che vi istituì una nuova diocesi, quella di Wenden. Un secolo dopo, il 15 gennaio 1685 la diocesi di Curlandia (Piltensis seu Curonensis), evidentemente vacante da tempo, fu unita aeque principaliter alla diocesi di Wenden.

## Cronotassi dei vescovi
- Hermann † (1219 - 1223 deceduto)
- Engelbert † (1227 - 9 settembre 1245 deceduto)
- Heinrich von Lützelburg, O.F.M. † (1251 - 13 febbraio 1263 nominato vescovo di Chiemsee)
- Edmund von Werth, O.T. † (5 marzo 1263 - ?)
- Johann I †
- Burkhard † (1300 - 1310 deceduto)
- Paul † (5 marzo 1322 - ?)
- Johann II † (1326 - ?)
- Bernhard † (1330 - circa 1332 deceduto)
- Johann III † (1332 - circa 1353 deceduto)
- Ludolf † (14 marzo 1354 - circa 1359 deceduto)
- Jakob † (25 gennaio 1360 - 1370 o 1371 deceduto)
- Otto † (9 giugno 1371 - dopo il 1392 deceduto)
- Rutger von Bruggenowe † (2 giugno 1399 - 1403 deceduto)
- Gottschalk Schutte † (12 gennaio 1405 - dopo il 25 ottobre 1424 deceduto)
- Johann Tiergart, O.T. † (19 gennaio 1425 - 1456 deceduto)
- Paul Einwald von Walteris † (20 giugno 1457 - gennaio 1473 dimesso)
- Martin Lewitz † (9 luglio 1473 - 31 gennaio 1500 deceduto)
- Michael Sculteti † (4 maggio 1500 - 4 novembre 1500 deceduto)
- Heinrich Basedow † (12 febbraio 1501 - 1524 deceduto)
- Hermann Ronneberg † (2 marzo 1524 - dopo il 1537 deceduto)
- Johann von Münchausen † (16 luglio 1540 - 6 marzo 1560 deceduto)